# Sajkacsont

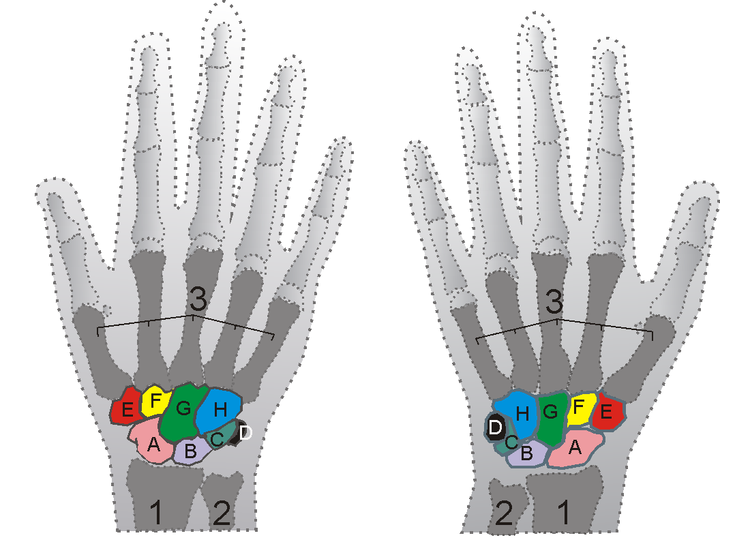
A kéz csontjai
A = Sajkacsont
B = Holdascsont
C = Háromszögletű csont
D = Borsócsont
E = Trapézcsont
F = Kis trapézcsont
G = Fejescsont
H = Horgascsont

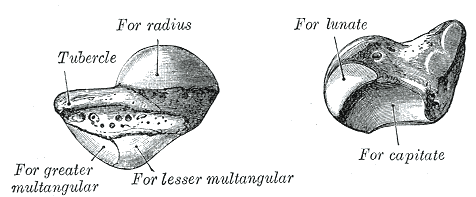
A sajkacsont

A sajkacsont (os scaphoideum, régi nevén os naviculare manus) egyike a nyolc apró csontnak a csuklóban, amelyeket összefoglaló néven kéztőcsontoknak (os carpale) hívunk. 
Alakja és mérete hasonlít a kesudióéra.
A proximalis sorban ez a legnagyobb csont. A kéztőcsontok orsócsonti részénél található. 
A nevét a görög skaphe-ból, ami hajót jelent és az eidos-ból kapta, ami alakot jelent.

## Felszínei
A felső felszíne sima, konvex, háromszög alakú, és az orsócsont alsó felszínével ízesül.
Az alsó felszíne lefelé, kifelé és hátrafelé fut. Sima, konvex és háromszögű. Egy vonulat választja ketté. A külső rész a trapézcsonttal (os trapezium) míg a belső rész a kis trapézcsonttal (os trapezoideum) ízesül.
A dorsalis felszínen van egy keskeny, durva árok mely végig fut a csonton és a szalagoknak biztosít tapadási felületet.
A volaris felszín felülről konkáv, az alsó és külső része lesüllyed egy kerekded formába. A dudor, amely elöl található a hajlítóizmokat leszorító szalagnak (retinaculum flexorum) biztosít tapadási helyet és néha a rövid hüvelykujj-távolító izom (musculus abductor pollicis brevis) egyes rostjai innen erednek.
A külső felszíne durva és keskeny és a ligamentum collaterale carpi radiale-nak biztosít tapadási helyet.
A belső felszíne két ízesülési felszínt foglal magába: a felső vagy kisebb az lapos és a holdascsonttal (os lunatum) ízesül, az alsó vagy nagyobb az konkáv és a holdascsonttal együtt egy üreget képez melybe a fejescsont (os capitatum) illik bele.
Betegségei
Legjellegzetesebb sérülése a törés, mely a csont kis mérete és rossz vérellátása miatt gyakran nehezen, vagy egyáltalán nem gyógyul. Emiatt a sajkacsont törésének kezelése leginkább műtéti.

## Külső hivatkozások
- Leírások